# Maestría
La maestría, también magíster (del latín, magister), máster (del inglés, master), o rara vez maestrazgo, es un título académico de posgrado otorgado por una universidad pública o privada o un centro de educación superior homologado. Una maestría oficial de posgrado se consigue al completar con éxito un programa de uno a dos años. Las maestrías buscan ampliar y desarrollar los conocimientos para la solución de problemas disciplinarios, interdisciplinarios o profesionales, y además dotar a la persona de los instrumentos básicos que la habilitan como investigador en un área específica de las ciencias, de las artes, de los negocios o de las tecnologías, que le permitan profundizar teórica y conceptualmente en un ámbito del saber.
Las maestrías solo pueden realizarse si previamente el alumno posee el título de grado. Por ejemplo, una maestría en psicología clínica solo pueden obtenerla aquellas personas que antes han superado un grado en psicología o un grado afín como antropología. Por lo tanto, un título de maestría equivale normalmente a tener unos estudios universitarios de 5 o 6 años. El siguiente título académico de posgrado es el doctorado.

## Nomenclatura
Su nomenclatura en español varía de un país a otro. Se conoce como:
- Maestría: en Argentina, Bolivia, Colombia, Costa Rica, Ecuador, El Salvador, Guatemala, Honduras, México, Nicaragua, Panamá, Perú, Puerto Rico, Uruguay y República Dominicana.
- Máster: en España, Guatemala y Paraguay.
- Magíster (abreviado Mag.):[3] en Chile, Colombia, Uruguay y Perú. En Argentina, Colombia, Chile, Ecuador y Uruguay se usa el término "magíster" para la persona que ha cursado una maestría y recibido el título correspondiente.
- Magister Scientiae (abreviado MSc.): en Venezuela y Perú. Se usa el término magíster para referirse a quien ha recibido el título correspondiente.

## España
El término máster en España se utiliza también para referirse a estudios de posgrado no homologables dentro del Espacio Europeo de Educación Superior, por lo que son también llamados másteres propios o privados. Estos títulos acreditan un grado de formación de posgrado no doctoral y reconocen un nivel cualificado de formación superior al de grado. La normativa de este tipo de títulos privados viene dictada por las propias instituciones educativas, pero las características básicas principales son comunes en todas ellas. Sin embargo, este tipo de enseñanzas no están homologadas, por lo que no pueden acogerse a acuerdos o convenios de convalidaciones. Para evitar esta ambigüedad en España se suele denominar máster oficial o máster universitario a los estudios de maestría homologables en el Espacio Europeo de Educación Superior, máster propio/privado a los no homologables impartidos por una universidad, y simplemente máster a los impartidos por otras instituciones educativas no universitarias.

## Siglas
Existen multitud de maestrías, dependiendo del área de estudios a la que pertenece el programa, que suelen conocerse por las siglas de su denominación en inglés o latín. Los más extendidos son:
- MBA, iniciales de Master of Business Administration (Maestría en Administración de Negocios).
- M.Sc., iniciales de Master of Science (Maestría en Ciencias).
- M.Arch., iniciales de Master of Architecture (Maestría en Arquitectura)
- M.Eng., iniciales de Master of Engineering  (Maestría en Ingeniería).
- MII, iniciales de Magister en Ingenieria Industrial (Maestría en Ingeniería).
- M.A., iniciales de Master of Arts (Maestría en Artes).
- MFA, iniciales de Master of Fine Arts (Maestría en Bellas Artes).
- M.Jur., iniciales de Magister Juris (Maestría en Jurisprudencia).
- LL.M., iniciales de Legum Magister (Maestría en Derecho) y LL.M. Eur (Maestría en Derecho Europeo).
- MCL, iniciales de Master of Civil Law (Maestría en Derecho Civil).
- MEd, iniciales de Master of Education (Maestría en Educación).
- MDiv, iniciales de Master of Divinity (Maestría en Divinidad)

Algunos otros menos extendidos son:
- MBE: Iniciales de Master of Business Engineering (Maestría en Ingeniería de Negocios).
- MEE: Iniciales de Master of Energy Economics (Master en Economía Energética).
- MGE: Iniciales de Master en Gestión Educacional, Master en Gestión Educativa o Master en Gestión de la Educación.
- MIM: Iniciales de Master in Management (Maestría en Gestión).
- M.Inv o M.Res: Iniciales de Magister de Investigación / Master of Research (Maestría de Investigación).
- PSM: Iniciales de Professional Science Master's (Maestría en Ciencias profesionales).